# Tomás Beviá Aranda
Tomás Beviá Aranda (Andújar, 4 de julio de 1907-Écija, 1999) fue un poeta español.

## Biografía
Su padre tenía un taller de carros y al desaparecer estos ante la competencia de los camiones, siguió el camino de la enseñanza. Tomás Beviá vivió su infancia y primera juventud en Andújar ―ciudad de donde es hijo predilecto―, y se licenció en Filosofía por la Universidad de Comillas (en Santander). En la Guerra Civil Española luchó del lado republicano contra los franquistas. Obtuvo el número 1 de Infantería de la 14.ª promoción de tenientes del Ejército de la República en Paterna.
Al final de la guerra fue educador en Barcelona en el Grupo Escolar Milá i Fontanals. Obtuvo una licenciatura en Filosofía y Letras (Sección de Historia) por la Universidad de Barcelona.
Al tener plaza de maestro nacional por oposición (catedrático numerario de francés) se trasladó en varias ocasiones de ciudad (llegó a coicidir con el poeta Antonio Machado), hasta que se instaló en Écija ―es hijo adoptivo de esta ciudad―, donde fue catedrático numerario de francés en el instituto laboral Luis Vélez de Guevara (de Écija) y académico numerario de la Academia de Ciencias, Artes y Buenas Letras Luis Vélez de Guevara (de Écija).
Su mayor productividad poética fue posterior a esta época.
Su poesía demuestra su jovialidad con un estilo libre y personalísimo; la sencillez, espontaneidad, humildad y humor se mezclan con el lirismo, un conocimiento exquisito de la lengua, frecuente uso de metáforas y una simbología propia, la presencia de los cinco sentidos a través de imágenes sensoriales, su amor a las ciudades de Ándujar y Écija ("madre" y "novia" respectivamente), la religiosidad, el protagonismo de la belleza de la mujer y su delicadeza, la musicalidad y sonoridad de esdrújulas. El resultado es un poemario amplio con una personalidad propia.
Mantuvo una activa dedicación a la poesía, relaciones con sus alumnos y con poetas ecijanos ―participó en el grupo Hontanar― y correpondencia con otros poetas del mundo hasta la fecha de su muerte en 1999.
Además de la poesía, Tomás Beviá experimentó con la pintura y con la composición musical.
Estuvo casado con Dolores Molina Moreno, con quien tuvieron siete hijos (José Ramón, María del Carmen, Teresa, Dolores, María Isabel, Javier y Engracia), y muchos alumnos por los que tenía gran devoción.

## Reconocimientos
- Doctor en Literatura, honoris causa.
- Corona de oro (primer premio) del World Poetry Research Institute de la República de Corea.
- Premio especial y académico de la Academia Petropolitana de Letras de Petrópolis (Brasil).
- Numerario de la World Academy of Arts and Culture (California).
- Miembro Honorario de la Société de Poétes et Escrivains Regionalistes de Montargis (Francia).
- Medalla de oro al mérito, concedida por el IBA de Raleigh (Carolina del Norte).
- Miembro de la Confederation of Chivalry de Sídney (Australia).
- International Writer Certificate of Excellence, otorgado por la Universidad de Colorado.
- Gran Cruz de la Humanidad concedida por el Lord of Knights of White Cross (Sídney, Australia).
- Miembro de la International Association of Writers (Estados Unidos).
- Académico numerario de la Academia de Buenas Letras y Bellas Artes de Luis Vélez de Guevara (de Écija).
- Comunicación de los reyes de España, don Juan Carlos y doña Sofía, al homenaje que le dedicó la Real Academia "Luis Vélez de Guevara" (de Écija), el 18 de diciembre de 1992.
- Socio fundador del Ateneo de Córdoba. Fiambrera de plata del Ateneo de Córdoba.
- Miembro de la Asociación Mundial de Escritores de León (España).
- Hijo predilecto de la Ciudad de Ándujar (31 de mayo de 1997).
- Titular de la Biblioteca Pública Municipal de Ándujar.
- Pregonero de la Semana Santa Ecijana en el año 1971.
- Hijo adoptivo de la Ciudad de Écija (26 de mayo de 1988).
- Titular de la Biblioteca Pública Municipal de Écija, donde hay una sala con sus libros y sus galardones.
- Titular de una plaza en Écija.

## Libros de poesía
- El octavo niño
- Jaramagos
- Violetas
- Cacharros (poemas de un alfarero).
- Poesía: locura de cinco estrellas
- Lo que canta un jilguero prisionero en su jaula
- Ventana azul
- Una flor en cada paso
- Beso azul
- Más allá del último lucero
- En un planeta que olvidó las rosas
- En su corazón amaneció una estrella
- Palomas blancas
- Volví a la orilla del mar
- Una luz ignorada
- Estrellas errantes de juguete
- Surcó las arrugas de mi frente una ilusión
- En mi pecho no vibra un corazón, late un poema

## Otras obras literarias
- Écija, guía turística
- Jerónimo de Aguilar, publicado por la Real Academia de Bella Artes "Santa Isabel de Hungía", de Sevilla
- Proyección internacional de Luis Vélez de Guevara. Premiado por la Asociación de amigos de Écija
- Ecijanos en la historia de Roma. Premiado por la Asociación de amigos de Écija
- Superestrellas ecijanas. Premiado por la Asociación de amigos de Écija
- Ecijanos de oro. Premiado por la Asociación de amigos de Écija
- Visión poética de Astigi. Comunicación al I Congreso de Historia de Écija
- Pregón de Semana Santa ecijana, 1971
- Thomas Alva Edison, premiado por la Casa Americana de Barcelona
- Perlas sobre el santuario, acerca de la obra de Concha Mármol de Vallejo
- El rojo de la hostia blanca (novela autobiográfica).
- A man with a poet in his heart: a poet. Vision of 20th Century's poetry in Spain. Premiada por el World Poetry Research Institute de la República de Corea.

- Datos: Q6148431